# Palais épiscopal de Chalon-sur-Saône
Le palais épiscopal de Chalon-sur-Saône est un palais épiscopal situé sur le territoire de la commune de Chalon-sur-Saône dans le département français de Saône-et-Loire et la région Bourgogne-Franche-Comté.
Commanditaire : Brunehaut

## Historique
Il fait l'objet d'une inscription au titre des monuments historiques depuis le 10 avril 1997.